# Matthew Dunn (futbolista)
Matthew Dunn (13 de enero de 1994) es un futbolista estadounidense que milita en el New York City FC de la MLS.

## Trayectoria
Después de pasar tiempo con los clubes juveniles del Grasshopper Club Zürich y FC Dallas, firmó con el club alemán 1. FC Köln , donde pasó dos años. Después firmó con el OFK Belgrado donde pasó 18 meses.
Después de regresar a los Estados Unidos , se matriculó en la Universidad de Maine en Fort Kent en 2013 , donde marcó 7 goles en 17 partidos . Dejó UMFK para entrar en el Draft de la MLS donde fue seleccionado por el Chivas USA el 17 de abril de 2014.
En noviembre de 2014, fue seleccionado por el New York City FC.

### Carrera nacional
Ha sido Internacional Sub-18 por la Selección de fútbol de los Estados Unidos.